# Manuquibia (Lissadila)
Manuquibia ist eine osttimoresische Aldeia im Suco Lissadila (Verwaltungsamt Loes, Gemeinde Liquiçá). 2015 lebten in der Aldeia 178 Menschen. Seitdem veränderte sich die Grenzen des Siucos und Siedlungen im Süden kamen dazu, sodass die Bevölkerung anstieg.

## Geographie
Manuquibia bildet den Osten des Sucos Lissadila. Westlich befindet sich die Aldeia Lebuhae. Im Süden liegt jenseits des Gleno, eines Nebenflusses des Lóis, der Suco Aculau. Im Norden grenzt Lebuhae an den Suco Vatuvou und im Osten an den Suco Leotala. Zuflüsse zum Gleno sind hier der Gumuloa und der Leotala.
Im Süden der Aldeia liegen die Dörfer Manuquibia und Faulara. Hier befinden sich eine Grundschule, die Präsekundarschule Fila Delfia und die protestantische Kapelle Manuquibia.

## Geschichte
Faulara war ursprünglich ein indonesisches Umsiedlungslager für Timoresen, das seit 1996 bestand und ursprünglich 1600 Einwohner hatte. Ab Januar 1999 versammelten sich Menschen, die vor der Gewalt der pro-indonesischen Milizen flohen auch in Faulara, sodass die Zahl der Einwohner auf 5100 anstieg. Die Flüchtlinge wurden teilweise in Außenstellen, wie dem acht Kilometer entfernten Banitur (Suco Leotala) untergebracht. Am 16. Juli griff die Miliz Besi Merah Putih (BMP) das Lager in Faulara an.

## Politik
2023 wurde Joaquim de Vasconcelhos zum Chefe de Aldeia gewählt.